# فهرست کشورهای اتحادیه عرب بر پایه جمعیت
این مقاله شامل فهرست کشورهای جهان عرب بر پایهٔ جمعیت در سال ۲۰۲۳ است.

پرچم کشورهای عرب زبان

## فهرست
| /  | کشور              | جمعیت       | درصد   |
| -- | ----------------- | ----------- | ------ |
| ۱  | مصر               | ۱۰۷٬۶۸۴٬۸۹۵ | ۲۳٫۵۱٪ |
| ۲  | سودان             | ۴۶٬۶۰۷٬۰۹۹  | ۱۰٫۱۸٪ |
| ۳  | الجزایر           | ۴۶٬۱۱۳٬۱۳۹  | ۱۰٫۰۷٪ |
| ۴  | عراق              | ۴۲٬۵۸۵٬۰۹۲  | ۹٫۳۰٪  |
| ۵  | مراکش             | ۳۸٬۰۸۷٬۸۴۳  | ۸٫۳۲٪  |
| ۶  | عربستان سعودی     | ۳۶٬۳۵۵٬۰۶۹  | ۷٫۹۴٪  |
| ۷  | یمن               | ۳۱٬۶۴۳٬۸۶۰  | ۶٫۹۱٪  |
| ۸  | سوریه             | ۱۷٬۵۲۱٬۷۱۷  | ۳٫۸۳٪  |
| ۹  | سومالی            | ۱۷٬۰۹۰٬۴۱۸  | ۳٫۷۳٪  |
| ۱۰ | تونس              | ۱۲٬۱۶۶٬۳۸۹  | ۲٫۶۶٪  |
| ۱۱ | اردن              | ۱۰٬۶۰۱٬۱۳۶  | ۲٫۳۱٪  |
| ۱۲ | امارات متحده عربی | ۱۰٬۲۸۲٬۵۹۹  | ۲٫۲۵٪  |
| ۱۳ | لیبی              | ۷٬۱۴۰٬۵۴۱   | ۱٫۵۶٪  |
| ۱۴ | لبنان             | ۶٬۸۴۲٬۶۱۰   | ۱٫۴۹٪  |
| ۱۵ | عمان              | ۵٬۴۲۵٬۷۲۲   | ۱٫۲۱٪  |
| ۱۶ | فلسطین            | ۵٬۵۲۷٬۹۴۹   | ۱٫۱۸٪  |
| ۱۷ | موریتانی          | ۴٬۹۸۸٬۳۳۷   | ۱٫۰۹٪  |
| ۱۸ | کویت              | ۴٬۴۶۴٬۴۴۰   | ۰٫۹۷٪  |
| ۱۹ | قطر               | ۳٬۰۱۸٬۴۴۰   | ۰٫۶۶٪  |
| ۲۰ | بحرین             | ۱٬۹۲۳٬۳۵۴   | ۰٫۴۲٪  |
| ۲۱ | جیبوتی            | ۱٬۰۲۷٬۳۵۶   | ۰٫۲۲٪  |
| ۲۲ | کومور             | ۹۲۰٬۲۰۴     | ۰٫۲۰٪  |
|    | جمع کل            | ۴۵۸٬۰۱۸٬۲۱۱ | ۱۰۰٪   |